# Chaetodipus pernix
Chaetodipus pernix là một loài động vật có vú trong họ Chuột kangaroo, bộ Gặm nhấm. Loài này được J. A. Allen mô tả năm 1898.